# Olivia Llewellyn
Olivia Anna Christina Llewellyn es una actriz inglesa.

## Biografía
Es hija de Sir David St Vincent "Dai" Llewellyn, cuarto baronet, y de Vanessa Mary Teresa Hubbard. Tiene una hermana menor llamada Arabella Dominica Llewellyn. Sus padres se divorciaron después de siete años de matrimonio y, más tarde, su madre se casó con John Anstruther-Gough-Calthorpe.
Tiene dos medias hermanas: la actriz Gabriella Wilde y Octavia Elsa Anstruther-Gough-Calthorpe. 
También tiene tres hermanastros: la actriz Isabella Calthorpe, Jacobi Anstruther-Gough-Calthorpe y Georgiana Anstruther-Gough-Calthorpe.
Sus abuelos son Sir Harry Morton Llewellyn, tercer baronet, y Christine de Saumarez.
Se graduó del London Academy of Music and Dramatic Art "LAMDA".

## Carrera
En 2005 apareció en la miniserie Beethoven donde interpretó a Josephine Deym, una de las mujeres más importantes en la vida a Ludwig van Beethoven (Paul Rhys).
En 2014 se unió al elenco recurrente de la serie Penny Dreadful, donde interpretó a Mina Harker, la hija de Sir Malcolm Murray (Timothy Dalton) y amiga de Vanessa Ives (Eva Green), quien luego de desaparecer se convierte en vampiro y su padre la asesina.
En 2015 apareció como invitada en la segunda temporada de la serie The Musketeers, donde interpretó a Lucie De Foix.

## Filmografía[1]

### Series de televisión
| Año         | Serie                        | Personaje       | Notas                              |
| ----------- | ---------------------------- | --------------- | ---------------------------------- |
| 2015        | The Lizzie Borden Chronicles | Isabel Danforth | 5 episodios - miniserie            |
| 2015        | Call the Midwife             | Colette Wimbish | episodio # 4.1                     |
| 2015        | The Musketeers               | Lucie De Foix   | episodio "Keep Your Friends Close" |
| 2014 - 2015 | Penny Dreadful               | Mina Harker     | 10 episodios                       |
| 2013        | Doctors                      | Renata Wicker   | episodio "Mother's Choice"         |
| 2009        | Kingdom                      | Moonbeam        | episodio # 3.6                     |
| 2008        | Midsomer Murders             | Helen           | episodio "Blood Wedding"           |
| 2005        | Beethoven                    | Josephine Deym  | episodio "Love & Loss" - miniserie |

### Películas
| Año  | Título               | Personaje | Notas |
| ---- | -------------------- | --------- | --- |
| 2009 | The Boat That Rocked | Margaret  | junto a Lucy Fleming, Philip Seymour Hoffman, Gemma Arterton, Jack Davenport, Tom Sturridge, Rhys Ifans & Bill Nighy |

### Teatro
| Año  | Obra                     | Personaje          | Director (a)    | Teatro            | Notas                                                                 |
| ---- | ------------------------ | ------------------ | --------------- | ----------------- | --------------------------------------------------------------------- |
| 2013 | As Good A Time As Any    | Shirley            | Peter Gill      | The Print Room    | junto a Sharlene Whyte, Eileen Pollock, Lucy Fleming & Roberta Taylor |
| -    | Timon of Athens          | Flaminia           | Nicholas Hytner | RNT Theatre       | -                                                                     |
| -    | For Services Rendered    | Lois Ardsley       | Ed Hall         | Watermill Theatre | -                                                                     |
| -    | The Comedy of Errors     | Luciana            | Nancy Meckler   | RSC Theatre       | -                                                                     |
| -    | The Shell Seekers        | Penny/Antonia      | David Taylor    | -                 | -                                                                     |
| -    | Les Liaisons Dangereuses | Cecile De Volanges | Tim Fywell      | Playhouse Theatre | -                                                                     |